# SpellCaster
SpellCaster (孔雀王 (Kujaku Ō, « le roi paon »)) est un jeu vidéo action-RPG développé et édité par Sega, sorti en 1988  sur Master System. Le jeu est basé sur le manga Kujaku-Ō. Le jeu a connu une suite l'année suivante avec Mystic Defender.

## Scénario
Dans le Japon médiéval, Kane doit mettre fin à une guerre qui fait rage entre différents seigneurs. Il doit pour cela explorer des temples et des villages et combattre des ninjas, des fantômes et d'autres monstres en utilisant de la magie. Le joueur peut interagir avec des villageois pour faire avancer la quête.

## Accueil
- ACE : 710 ‰[1]
- Computer and Video Games : 84 %[2]
- Electronic Gaming Monthly : 24/40[3]
- Joystick : 77 %[4]